# Khaldoon Al Mubarak
Khaldoon Khalifa Al Mubarak (tiếng Ả Rập: خلدون المبارك; sinh năm 1975) là một quan chức Các Tiểu vương quốc Ả Rập Thống nhất và lãnh đạo doanh nghiệp. Al Mubarak giữ các vị trí cấp cao trong Chính phủ Abu Dhabi, bao gồm: thành viên của Hội đồng điều hành từ năm 2006, thành viên của Hội đồng Tối cao về các vấn đề tài chính và kinh tế, và là chủ tịch sáng lập của Executive Affairs Authority. Ông cũng hoàn thành các trách nhiệm đối với chính phủ UAE và đã từng là Đặc phái viên của Tổng thống tại Cộng hòa Nhân dân Trung Hoa kể từ năm 2018.
Al Mubarak là tổng giám đốc điều hành và giám đốc điều hành của Công ty đầu tư Mubadala. Ông cũng là chủ tịch của Manchester City F.C., Melbourne City FC và Mumbai City FC. Al Mubarak thuộc Ban giám đốc ADNOC, và là Chủ tịch Hội đồng quản trị của Emirates Nuclear Energy Corporation, ADCB và Emirates Global Aluminium.

## Thể thao

### Motorsport
Al Mubarak, trong vai trò Chủ tịch của Công ty Quản lý Đua xe động cơ Abu Dhabi (ADMM), đã nỗ lực đưa đua xe ô tô đến khu vực này và thương lượng với FIA về thỏa thuận tổ chức Giải đua ô tô công thức 1 Abu Dhabi Grand Prix. Thỏa thuận được công bố chính thức vào đầu năm 2007 tại Liên hoan F1 Abu Dhabi tại Các Tiểu vương quốc Arab Thống nhất.

### Bóng đá
Vào đầu tháng 9 năm 2008, sau các cuộc đàm phán do doanh nhân người Dubai Sulaiman Al-Fahim dẫn đầu cho bên Abu Dhabi, chủ sở hữu của câu lạc bộ bóng đá ở giải Ngoại hạng Anh Manchester City, bao gồm Chủ tịch Thaksin Shinawatra, đã đồng ý bán toàn bộ cổ phần của họ cho Sheikh Mansour bin Zayed Al Nahyan của Abu Dhabi. Vào ngày Thứ Ba, 23 tháng 9 năm 2008, thỏa thuận được hoàn tất và cổ phần được chuyển giao cho Abu Dhabi United Group, một công ty quỹ tư nhân có trụ sở tại Các Tiểu vương quốc Arab Thống nhất, do Sheikh Mansour sở hữu, trong một thỏa thuận được một số người quan sát chào đón và đặt nhiều câu hỏi. Tháng 9 năm 2008, chủ nhân mới bổ nhiệm Al Mubarak làm Chủ tịch Hội đồng quản trị của câu lạc bộ, với Garry Cook làm Giám đốc điều hành. Cook sau đó từ chức vào năm 2011 và được thay thế bởi Ferran Soriano.